# Danhou
Danhou (ou Danou) est une localité du Cameroun située dans le département du Mayo-Kani et la Région de l'Extrême-Nord, à proximité de la frontière avec le Tchad. Elle fait partie de l'arrondissement de Taibong (commune de Dziguilao).

## Population
En 1969 la localité comptait 922 habitants, des Toupouri.
Lors du recensement de 2005, 1 598 personnes y ont été dénombrées.